# L'Internazionale
Ne pas confondre avec Internazionale, un club milanais de football.
L'Internazionale est un périodique communiste révolutionnaire publié par le Circolo Operaio Comunista (« Cercle Ouvrier Communiste ») en Italie.
Le journal est complété par la revue Lotta di classe (« Lutte de classe »).